# Харрис, Рональд
Ро́нальд А́ллен Ха́ррис (англ. Ronald Allen Harris; 8 февраля 1947, Детройт — 31 декабря 1980, там же) — американский боксёр лёгкой весовой категории. В середине 1960-х годов выступал за сборную США: бронзовый призёр летних Олимпийских игр в Токио, чемпион национального первенства. В период 1965—1973 боксировал на профессиональном уровне, но без особых достижений.

## Биография
Рональд Харрис родился 8 февраля 1947 года в Детройте, штат Мичиган. Активно заниматься боксом начал в раннем детстве, во время учёбы в старших классах школы был членом местной боксёрской команды. Первого серьёзного успеха на ринге добился в возрасте семнадцати лет в 1964 году, когда в лёгком весе выиграл чемпионат США среди любителей и благодаря этой победе удостоился права защищать честь страны на летних Олимпийских играх 1964 года в Токио. На Олимпиаде сумел дойти до стадии полуфиналов, после чего со счётом 1:4 проиграл поляку Юзефу Грудзеню. Получив бронзовую олимпийскую медаль, вскоре решил попробовать себя среди профессионалов и покинул сборную.
Профессиональный дебют Харриса состоялся в мае 1965 года, своего первого соперника Уилли Купера он победил нокаутом в шестом раунде. В течение четырёх последующих лет провёл множество удачных поединков, однако в июне 1969 года потерпел первое поражение — раздельным решением судей от японца Синъити Кадоты. С этого момента его карьера резко пошла на спад, матчи организовывались сравнительно редко и далеко не с самыми сильными противниками. В конце 1973 года после очередного проигрыша Рональд Харрис принял решение покинуть ринг. Всего в профессиональном боксе он провёл 29 боёв, из них 24 окончил победой (в том числе 5 досрочно), 4 раза проиграл, в одном случае была зафиксирована ничья.
31 декабря 1980 года был застрелен на одной из улиц Детройта, когда шёл в гости к своему другу. Не следует путать его с американским боксёром из Кантона Ронни Харрисом, олимпийским чемпионом 1968 года.